# Karabin maszynowy Johnson M1941

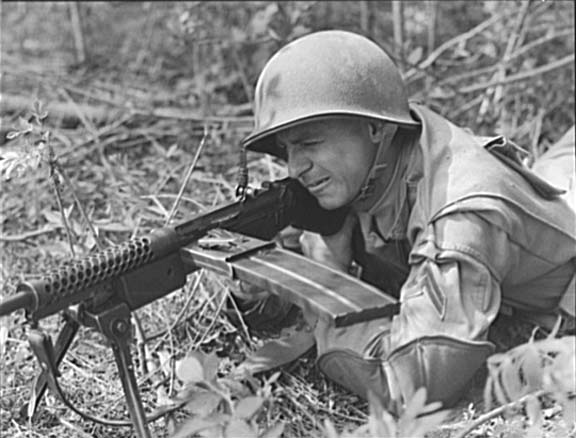
Kapral „Paramarines” z erkaemem M1941

Johnson M1941 – amerykański ręczny karabin maszynowy skonstruowany przez Melvina Johnsona. Używany w niewielkich ilościach podczas II wojny światowej.

## Historia
W USA w latach 20. XX wieku prowadzono prace nad karabinem samopowtarzalnym. Jednak mimo przetestowania wielu prototypów (w latach 1920–34 przebadano ponad 100 konstrukcji), przez wiele lat nie przynosiły one rezultatów.
Jedną z osób zainteresowanych konkursem był Melvin Johnson. W 1934 próbował on zainteresować armię swoim projektem karabinu samopowtarzalnego z zamkiem półswobodnym, ale jego projekt został odrzucony. W następnych latach Johnson kontynuował prace. Efektem był opatentowany w 1936 karabin działający na zasadzie krótkiego odrzutu lufy, z zamkiem ryglowanym przez obrót. Nowością było wyposażenie zamka w wieniec dziewięciu niewielkich rygli. Dzięki temu rozwiązaniu przy ryglowaniu zamek obracał się tylko o 18 stopni. Karabin był zasilany z wymiennego magazynka pudełkowego (karabiny Johnsona zasilane z magazynka dołączanego od dołu określane są jako Type V (Vertical Feed)). Jednocześnie z karabinem samopowtarzalnym Johnson pracował nad projektem ręcznego karabinu maszynowego w tym samym układzie.
W następnych latach, w wolnych chwilach (Melvin Johnson z zawodu był prawnikiem), korzystając z maszyn udostępnionych przez zakłady Marlina w New Haven, konstruktor zbudował pierwszy prototyp swojego karabinu. W następnych latach powstawały kolejne prototypy karabinów samopowtarzalnych. Jednak porażka w trakcie prób karabinu Type R (M1941) zniechęciła Johnsona. Uznał się za pokonanego i zakończył prace nad karabinami i postanowił skoncentrować się na rozwijaniu swojego karabinu maszynowego.
Na początku 1940 jeden z prototypów karabinu samopowtarzalnego Type R został przebudowany na prototyp erkaemu. Nowy karabin maszynowy miał konstrukcję bardzo podobną do karabinu Type R. Prawie identyczna komora zamkowa i zamek. Przeprojektowane zostało za to całkowicie suwadło. Broń była zasilana z umieszczonego poziomo magazynka (konstrukcje Johnsona z takim magazynkiem są w literaturze określane jako Type H od Horizontal Feed).
Ciekawą cechą nowej konstrukcji był mechanizm spustowy. Przy strzelaniu ogniem pojedynczym broń strzelała z zamka zamkniętego (po naciśnięciu spustu zwolniony kurek uderzał w iglicę, następował strzał i przeładowanie), przy strzelaniu seriami broń strzelała z zamka otwartego (po naciśnięciu spustu zamek z suwadłem pod wpływem sprężyny powrotnej przesuwały się do przodu i dosyłały nabój, po zaryglowaniu zamka kurek był zwalniany i następował strzał, zwolnienie spustu powodowało zatrzymanie zamka w tylnym położeniu). Prototyp erkaemu był gotowy 1 lipca 1940.
Na jesieni 1940 pojawił się pierwszy kupiec. Armia Holenderskich Indii Wschodnich zamówiła 10 200 karabinów Type R i 2000 erkaemów. W następnych miesiącach zamówienie powiększono do 70 000 karabinów i 2400 erkaemów. Skala zamówienia była tak duża, że Johnson kolejny raz musiał zmienić producenta swoich karabinów. Tym razem zdecydował się na zakłady Universal Winding Co. w Cranston.
W listopadzie pierwsze holenderskie karabiny były gotowe. Do momentu japońskiej inwazji w 1941 dostarczono Holendrom 4024 karabinów i ani jednego erkaemu. Wszystkie wyprodukowane egzemplarze zostały przejęte przez jednostkę spadochronową Marines (Paramarines). Spadochroniarze byli zachwyceni konstrukcją Johnsona. Nie dość, że jego erkaem był lżejszy od standardowego Browninga M1918 (BARa), to dodatkowo dawał się rozłożyć na dwie łatwe do ponownego złożenia części. Jak wykazały próby, spadochroniarz mógł ponownie złożyć broń i otworzyć ogień już w 30 sekund po przyziemieniu.
Upadek Indii Wschodnich sprawił, że Johnson został z 20 000 karabinów Type R i 3000 erkaemów. O ile ze znalezieniem nabywców na karabiny były problemy (część została przejęte przez Marines jako M1941), o tyle erkaemy błyskawicznie zostały kupione na potrzeby Paramarines (otrzymały oznaczenie M1941, identyczne jak karabin). W następnych latach erkaem M1941 znalazł się na uzbrojeniu kilku amerykańskich formacji specjalnych (między innymi rajdersów piechoty morskiej). Najciekawszą drogą dostały się na wyposażenie 1 Grupy Sił Specjalnych (amerykańsko-kanadyjska formacja mająca odbić okupowane przez Japończyków Aleuty). Kanadyjczycy kupili 125 erkaemów Johnsona od rajdersów (zapłacili dwoma tonami plastycznego materiału wybuchowego RS, tzw. plastiku).
Do końca wojny Johnsonowi udało się sprzedać 9500 erkaemów M1941. W 1944 opracował on udoskonaloną wersję swojego kaemu, ale nie była ona z braku zamówień produkowana. Już po wojnie dokumentację produkcyjną tej wersji sprzedano przedstawicielom Hagany (na podstawie dokumentacji opracowano w Izraelu karabin maszynowy Dror).
Po wojnie karabin maszynowy M1941 został wycofany z uzbrojenia. Zmagazynowane egzemplarze przejęła w większości CIA, która przekazała je Kubańczykom lądującym w Zatoce Świń.

## Opis konstrukcji
Ręczny karabin maszynowy M1941 był zespołową bronią samoczynno-samopowtarzalną. Zasada działania oparta na wykorzystaniu krótkiego odrzutu lufy. Zamek ryglowany przez obrót. Mechanizm spustowy z przełącznikiem rodzaju ognia. Zasilanie z wymiennych magazynków jednorzędowych przyłączanych z lewej strony broni (magazynek miał pojemność 20 naboi, ale po przyłączeniu do broni można go było doładować dodatkowymi pięcioma nabojami. Przyrządy celownicze składały się z muszki i regulowanego celownika przeziernikowego.